# Ambystoma macrodactylum
Espèce
Synonymes
- Amblystoma krausei Peters, 1882
- Amblystoma epixanthum Cope, 1883
- Ambystoma stejnegeri Ruthven, 1912
- Ambystoma macrodactylum croceum Russell & Anderson, 1956
- Ambystoma macrodactylum columbianum Ferguson, 1961
- Ambystoma macrodactylum sigillatum Ferguson, 1961

Statut de conservation UICN

 LC  : Préoccupation mineure
Ambystoma macrodactylum, la Salamandre à longs doigts, est une espèce d'urodèles de la famille des Ambystomatidae.
L'analyse des fossiles, la génétique et la biogéographie suggèrent que Ambystoma macrodactylum et Ambystoma laterale descendent d'un ancêtre commun qui se sont séparées au Paléocène. Bien que la salamandre à longs doigts est classé comme une espèce de Préoccupation mineure par l'IUCN, de nombreuses formes d'aménagement du territoire et menacent d'affecter l'habitat de la salamandre.

## Répartition

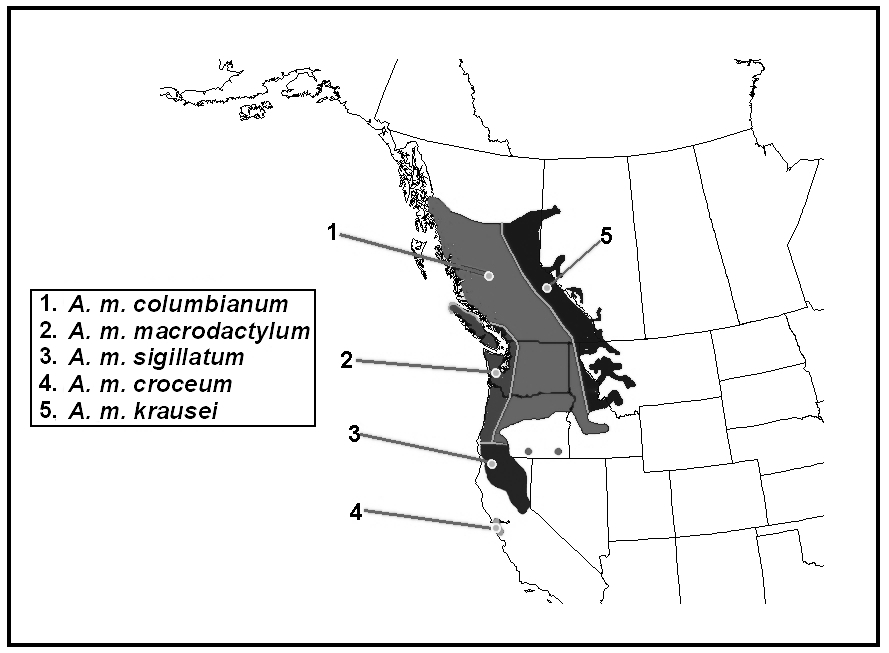
Distribution

Cette espèce  se rencontre jusqu'à 3 050 m d'altitude :
- au Canada en Colombie-Britannique et dans l'ouest de l'Alberta ;
- dans l'ouest des États-Unis dans l'extrême Sud-Est de l'Alaska, au Washington, en Oregon, en Idaho, dans l'Ouest du Montana et dans le nord de la Californie.

## Habitat
La salamandre à longs doigts est une espèce écologiquement polyvalentes qui vive dans des habitats variés, allant des forêts pluviales tempérées, les forêts de conifères, les zones ripariennes de montagne, les plaines d'armoise, les forêts de sapin rouge, les zones semi-arides, des plaines de Brome des toits, aux prairies alpines le long des côtes rocheuses des lacs de montagne.
Les adultes peuvent être observés dans le sous-étage forestier, se cachant sous des débris grossiers, les roches et dans les terriers de petits mammifères. Durant la reproduction de printemps, Ils se trouvent sous les débris ou les eaux peu profondes du littoral des rivières, des ruisseaux, des lacs et des étangs. Les mares éphémères sont souvent fréquentées.

## Description

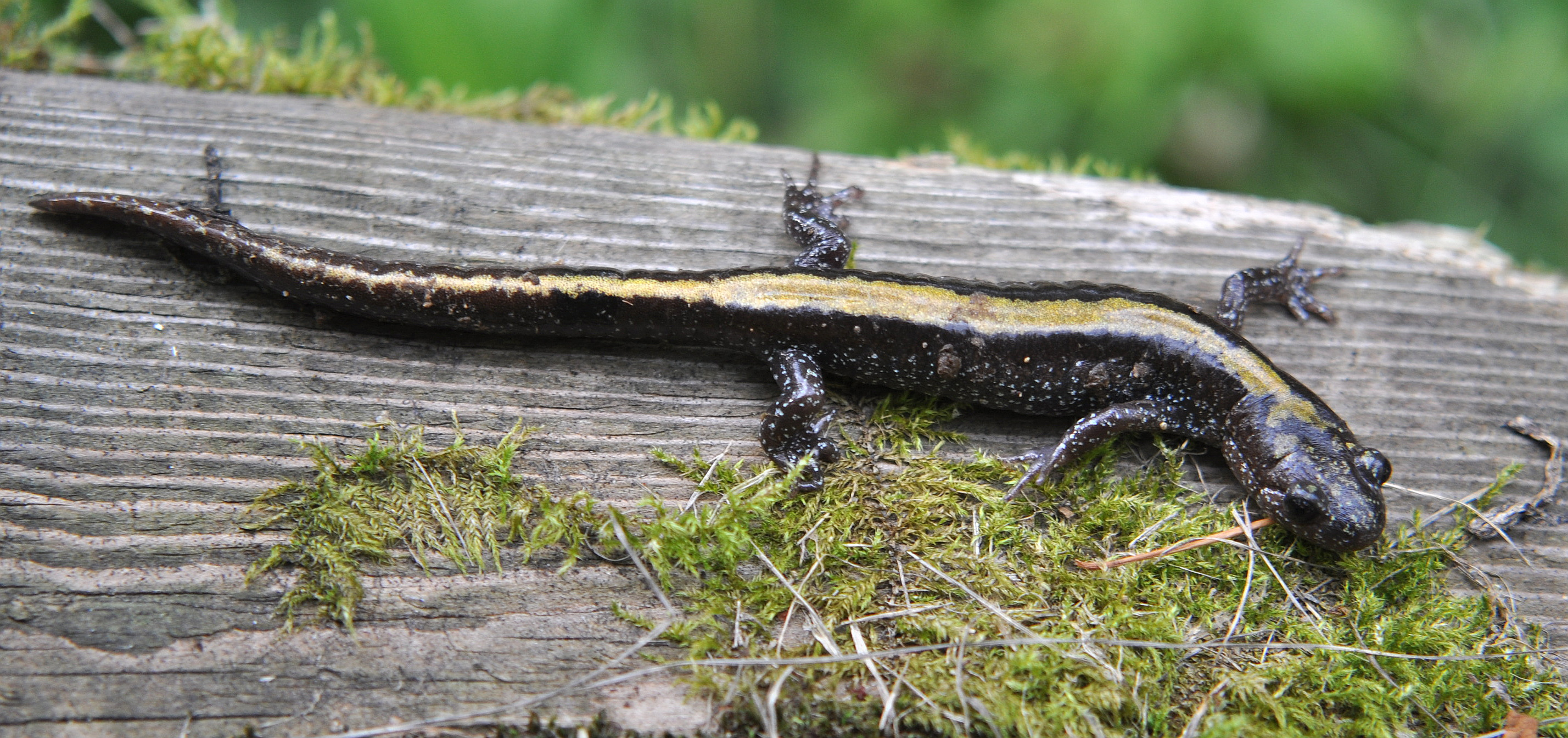
Ambystoma macrodactylum

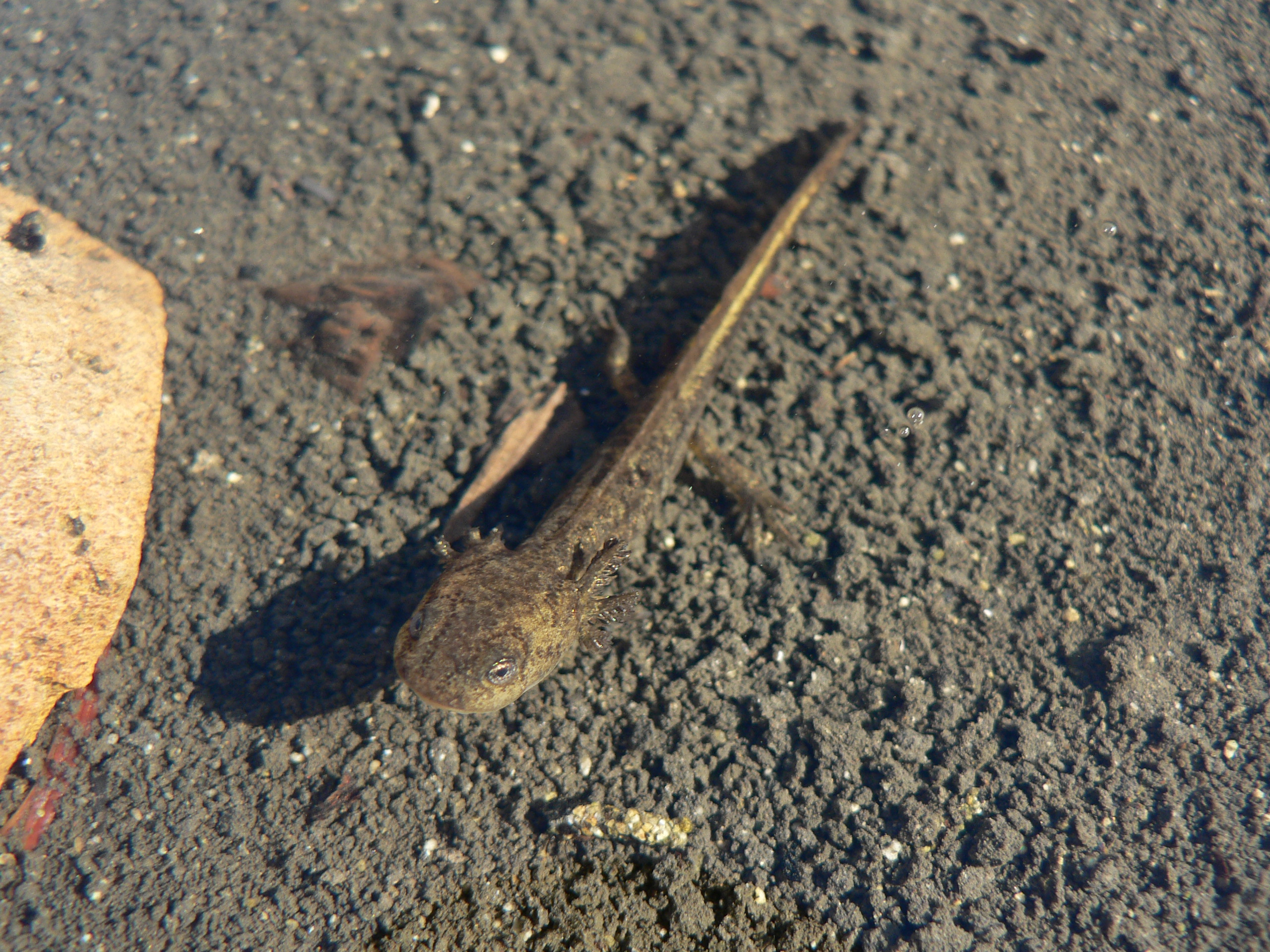
larve, aux branchies externes visibles

Ambystoma macrodactylum mesure de 41 à 89 mm.
Le corps est noir foncé avec une rayure dorsale beige, jaune ou vert olive. Cette bande peut également être décomposé en une série de taches. Le côté du corps peut avoir de fines mouchetures blanches ou jaune pâle bleu. Le ventre est brun foncé ou noir de suie en couleur avec des taches blanches. Des tubercules racinaires sont présents, mais ils ne sont pas aussi développées que d'autres espèces telles que la salamandre tigrée.
Elle se distingue par la longueur de son quatrième doigt des membres postérieurs.
Les salamandres à longs doigts hibernent pendant les mois froids de l'hiver, survivant sur les réserves énergétiques de protéines stockée dans la peau et la queue.
Jusqu'à cinq sous-espèces sont définies génétiquement et écologiquement selon une gamme de couleurs et de dessin sur la peau.

## Alimentation
Elles mangent une grande variété d'invertébrés, y compris les limaces, les vers et les insectes. Les petites larves se nourrissent de crustacés minuscules d'eau du zooplancton, mais à mesure qu'elles grandissent, elles se nourrissent d'invertébrés, de têtards de grenouilles et souvent d'autres larves de salamandre.

## Reproduction
Le moment de la reproduction dépend de l'altitude et la latitude. Les adultes se rassemblent en masse, plus de 20 individus, sous les rochers et aux abords immédiat des sites de reproduction. Les sites de reproduction appropriés sont les petits étangs sans poissons, les marais, les lacs peu profonds et d'autres eaux des zones humides. Comme les autres salamandres, ils ont développé une danse de séduction caractéristique où ils se frottent et libèrent des phéromones avant de prendre une position d'accouplement.
Les œufs de cette espèce ressemblent à ceux de la salamandre foncée (Ambystoma gracile) et la salamandre tigrée (Ambystoma tigrinum). À l'instar de nombreux amphibiens, les œufs de la salamandre à longs doigts sont entourés d'une capsule gélatineuse . Cette capsule est transparente, ce qui rend visible l'embryon au cours du développement. À la différence des œufs de Ambystoma gracile, il n'y a pas de signes visibles d'algues vertes, ce qui rend œufs de couleur verte. Ils mesurent environ 2 mm ou plus de diamètre avec une couche de gelée de gamme extra-atmosphérique. Avant l'éclosion, ils ont des saillies cutanées minces collés sur les côtés et supportant la tête. Le équilibreurs finissent par tomber et leurs branchies externes grandir. Une fois que les équilibreurs sont perdus, les larves se distinguent par le brûlage à la torche pointue des branchies. Quand les larves matures se métamorphosent, leurs membres deviennent visibles et les branchies sont absorbées.

## Publication originale
- Baird, 1850 "1849" : Revision of the North American tailed-batrachia, with descriptions of new genera and species. Journal of the Academy of Natural Sciences of Philadelphia, sér. 2, vol. 1, p. 281-294 (texte intégral).